# ブライアン・ウェルチ

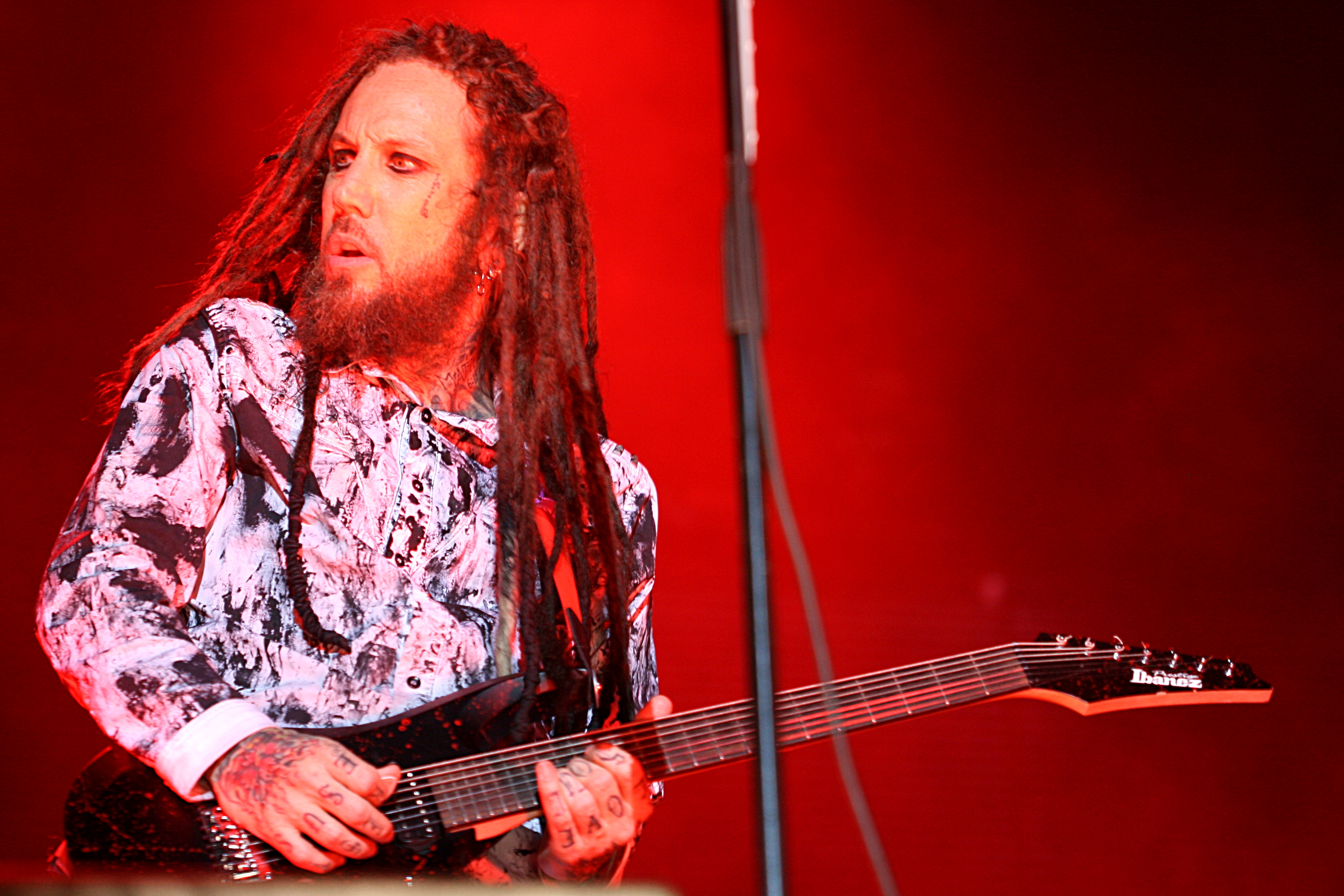
ブライアン・ヘッド・ウェルチ

ブライアン・フィリップ・ウェルチ（1970年6月19日 - ）は、ヘッドの芸名で知られているアメリカ合衆国のギタリスト、コーンのメンバーの一人。またソロプロジェクトであるラブ・アンド・デスのメンバーでもある。

## 経歴
ベーカーズフィールド生まれ。学校ではいじめられっ子で、音楽とオジー・オズボーンが大好きな子供だった。両親は長時間労働の共働きで、父親は怒りっぽく酒飲みだった。10歳のときクイーンとテッド・ニュージェントを通して音楽と出会い、AC/DCに夢中になり、ギターを習い始めた。
ボーカルのドラッグ中毒により解散したL.A.P.D.のジェームズ“マンキー”シェイファー、フィールディ、デイヴィッド・シルヴェリアらに誘われ、彼らとCreepを結成後、ジョナサン・デイヴィスをボーカルに加え、コーン結成。コーンは印税2500万ドルを稼ぐ人気バンドになり、ブライアンの独特なギターサウンドはコーン成功の一翼を担った。音楽で億万長者となっただけでなく、ブライアンは不動産業でも手腕を発揮して財産を築いた。一方で、関係者以外との交流もなく、会場から会場へと移動するだけのツアー続きの疲れから薬物依存となり、私生活も破綻していった。父と祖父同様、アルコール中毒にもなっていた。妻もドラッグ中毒で、娘を置いて失踪したため、離婚して娘の親権を取りシングルファーザーとなる（娘は二人いたが、最初の子は生後すぐ養子に出していた）。
あるとき、幼い娘がコーンのヒット曲「A.D.I.D.A.S」（四六時中セックスを夢みるの略）を頭を振りながら歌っているのを見て自省し、パーティに明け暮れ、酒やドラッグ、セックスや汚い言葉にまみれた環境を変えたいと思い、ビジネスパートナーである生まれ故郷の不動産業者から紹介されたキリスト教新興団体Valley Bible Fellowship教会（1975年設立のペンテコステ派系メガチャーチ）に通い始め、新生クリスチャンになることを決意、2005年にコーン脱退を発表し、教会信者とともにイスラエルへ行き、ヨルダン川で受洗した。メタルスターのこの突然の転向は世間を驚かせ、MTVは受洗の儀式に同行して報じ、教会は影響された若い信者の獲得に成功した。ジョナサン・デイヴィスからは「洗脳されている」と言われ、ファンからも変人視された。
2007年にそれまでの人生と信仰告白を綴った自伝『Save Me From Myself』を出版しベストセラーになる。クリスチャン・ロックのレーベルから同名のアルバムも出したが、ライブに数千人を集めるコーン時代とは桁違いに少ない聴衆の前で演奏することに悩みもあり、コーン再加入の話を受けて2012年からゲスト出演するようになり、2013年に復帰した。
コーンを脱退してから再加入するまで8年間について綴った本『With My Eyes Wide Open』を2016年に出版し、自傷行為を繰り返しSNSに夢中な十代の娘を育てる難しさや、破産、裁判沙汰、ソロ活動として結成したバンド「ラブ＆デス」の商業的失敗などについて明らかにした。

## ディスコグラフィ
コーンについてはコーン (バンド)#ディスコグラフィを参照。

### Brian Head Welch
- Save Me from Myself (2008年)
- "Paralyzed" (シングル) (2011年)

### Love and Death
- Chemicals (2012年)
- Between Here & Lost (2013年)
- Perfectly Preserved(2021年)